# Bergkogel
Der Bergkogel ist ein 621 m ü. A. hoher Berg im Rosaliengebirge im Burgenland. Er liegt östlich der Lanzenkirchener Katastralgemeinde Ofenbach und westlich von Wiesen. Nur etwa 200 Meter westlich des Gipfels verläuft die Grenze zu Niederösterreich, an der entlang ein Wanderweg verläuft. Nachbarberge sind der Bauernmaiß (630 m) im Süden, der Gespitzte Riegel (594 m) im Norden und der Kogel (537 m) im Südosten. Den Hauptkamm des Rosaliengebirges zwischen dem Bergkogel und dem Gespitzten Riegel nennt man Gscheid.